# Андрушівський маслосироробний завод
Андрушівський маслосироробний завод — підприємство харчової промисловості у місті Андрушівка Андрушівський район Житомирської області України.

## Історія
Маслоробний завод в місті Андрушівка був побудований відповідно з восьмим п'ятирічним планом розвитку народного господарства СРСР і введений в експлуатацію в кінці 1960-х років.
Надалі, у зв'язку з розширенням асортименту продукції, що випускалося, підприємство було перетворено в маслосироварний завод. Основною продукцією заводу в 1970-і — 1980-і роки стали сири.
У цілому, за радянських часів маслосирзавод входив до числа найбільших підприємств міста.
Разом із 6 іншими маслозаводами, 7 молочними заводами і 5 іншими маслосироварний і сироробних підприємств області та забезпечують їх діяльність ремонтно-механічними майстернями) завод входив до складу Житомирського виробничого об'єднання молочної промисловості.
Після проголошення незалежності України завод був переданий у комунальну власність Житомирської області.
У травні 1995 року Кабінет Міністрів України затвердив рішення про приватизацію заводу.
Надалі, державне підприємство було перетворено у відкрите акціонерне товариство.
2000 рік, завод перейшов у власність групи компаній «Альянс», пізніше був реорганізований у товариство з обмеженою відповідальністю.
Серпень 2010 року, Антимонопольний комітет України зобов'язав 12 виробників спредів (у тому числі, Андрушівський маслосирзавод) припинити недобросовісну конкуренцію під час маркування продукції, шляхом зазначення чіткої та повної інформації на пакуванні спреду про вміст у ньому рослинних жирів.
2012 рік, завод був одним із двох найбільших виробників спредів та жирових сумішей в Україні.

## Діяльність
За даними офіційного інтернет-сайту підприємства, станом на початок 2020 року завод є одним з найбільших підприємств молочної промисловості на території України: виробничі потужності заводу забезпечують можливість переробки до 250 тонн молока на добу, виробництва до 100 тонн вершкового масла на добу.
Підприємство виробляє вершкове масло, спреди, тверді сири кількох найменувань (Російський, Едам тощо), ропні сири, Моцарелу, сухе знежирене молоко, суху молочну сироватку (фасовану у 25-кілограмові мішки з поліетиленовими вкладками), технічний казеїн.
Має власну торгову марку ТМ «Золотава», ТМ «АМСЗ», ТМ «Молочна Мрія», ТМ «Андрушівське».